# دوغ هال (فنان تشكيلي)
دوغ هال (بالإنجليزية: Doug Hall)‏ هو فنان تشكيلي أمريكي، ولد في 25 أبريل 1944 في سان فرانسيسكو في الولايات المتحدة.